# Premio Amanda 1987
La III edizione del premio cinematografico norvegese premio Amanda (Amanda Awards in inglese si tenne nel 1987.

## Vincitori
- Miglior film - X
- Miglior attore - Bjørn Sundquist  (per Feldmann saken)
- Miglior attrice - Marianne Krogh (per Fri)
- Miglior film straniero - Daunbailò
- Premio onorario - Jack Fjeldstad